# Schloss Tarnobrzeg

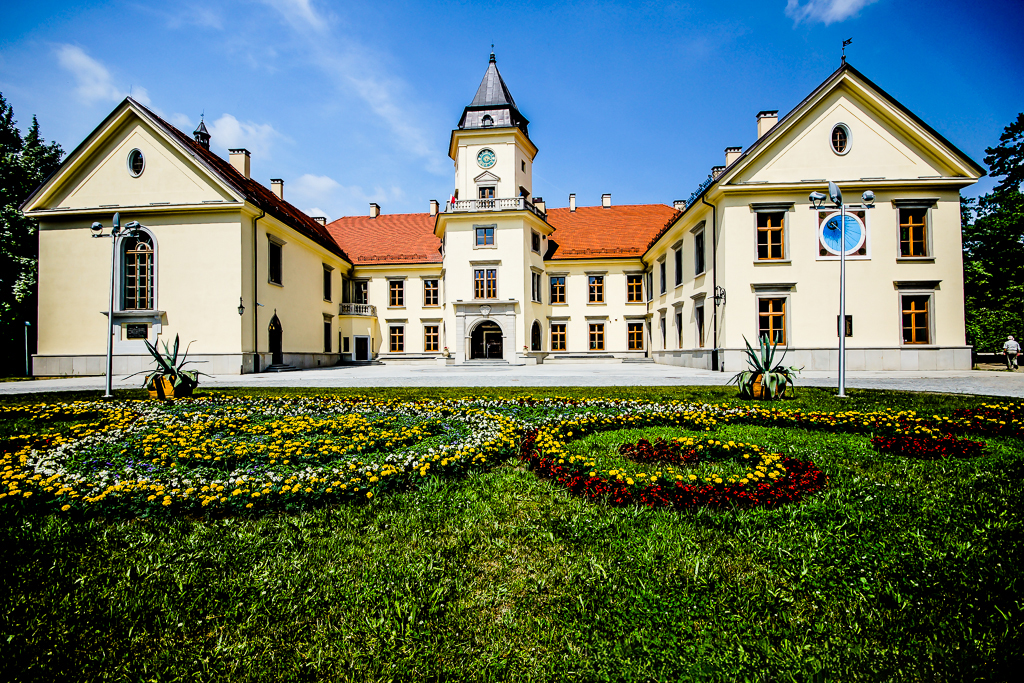
Schloss Tarnobrzeg, Gartenansicht

Das Schloss Tarnobrzeg (polnisch Zamek w Tarnobrzegu) ist ein Stadtpalais des polnischen Adelsgeschlechts Tarnowski in dem Stadtteil Dzików von Tarnobrzeg in der polnischen Woiwodschaft Karpatenvorland.

## Geschichte
An der Stelle des heutigen Schlosses befand sich im 15. Jahrhundert eine Burg der Ossoliński. 1522 erwarb Spytek Tarnowski Dzików mit der Burg und baute die Burg im Stil der Renaissance aus. 1638 ließ Michał Stanisław Tarnowski die Burg in ein befestigtes Barockschloss mit Basteien und Festungsmauern ausbauen. Einen erneuten Umbau erfuhr das Schloss in den 1770er Jahren unter Jan Jacek Tarnowski. 1809 wurde das Schloss von österreichischen Truppen beschädigt. Seit 1834 diente es den Tarnowski als Hauptresidenz, und Jan Feliks Tarnowski ließ es von Francesco Maria Lanci im Stil der Neugotik umgestalten. Um das Schloss wurde ein englischer Garten angelegt. 1927 wurde das Schloss durch ein Feuer beschädigt und bis 1931 von Wacław Krzyżanowski restauriert, wobei er den neugotischen Umbau weitgehend rückgängig machte. 1945 wurde das Schloss verstaatlicht. Seit 2011 befindet sich hier das Stadtmuseum.